# 植田鳥越「口は○○のもと」
植田鳥越「口は〇〇のもと」（うえだとりごえくちはまるまるのもと、略称：くちまる）は、俳優の植田圭輔と鳥越裕貴が出演するトークライブイベント。
2022年7月11日から12月26日までBS11にてバラエティ番組 『植田鳥越口は〇〇のもとTV』が放送され、2023年7月12日（11日深夜）からは第二期となる『植田鳥越 口は〇〇のもとTV Season2 』が放送された。
2024年10月16日（15日深夜）からSeason3が放送されている。

## 概要
2021年9月20日に初開催された台本なしのフリートークイベントおよび2022年に放送開始のトークバラエティ番組。

## イベント
- 基本は植田と鳥越が二人でフリートークを行った後ゲストが一人ずつ登場し、最後に全員でトークをするスタイルである。
- 植田、鳥越の俳優仲間がゲストとして出演する。
- 主催は株式会社スマド・日本BS放送株式会社。プロモーションはサンライズプロモーション東京。
- 2022年10月1日、～若俳たちの関ヶ原～では黒羽麻璃央の提案によって初めてひな壇でのイベント開催。

| 開催年 | 開催日  | サブタイトル                                          | 会場                                     | ゲスト                                                | 備考                        |
| ------ | ------- | ----------------------------------------------------- | ---------------------------------------- | ----------------------------------------------------- | --------------------------- |
| 2021年 | 9月20日 |                                                       | ニッショーホール                         | 多和田任益 田中涼星                                   | [ 8 ]                       |
| 2022年 | 3月28日 | 二束三文                                              | 有楽町朝日ホール                         | 鯨井康介 柏木佑介                                     |                             |
| 2022年 | 6月29日 | 三日坊主                                              | 松下IMPホール                            | 君沢ユウキ 田淵累生                                   | 大阪公演                    |
| 2022年 | 10月1日 | 四面楚歌                                              | ヒューリックホール東京                   | 寿里 安里勇哉                                         | [ 9 ] [ 10 ] [ 11 ]         |
| 2022年 | 10月1日 | 若俳たちの関ヶ原                                      | ヒューリックホール東京                   | 磯野大 田淵累生 井阪郁巳 木津つばさ 長江崚行          | [ 9 ] [ 10 ] [ 11 ]         |
| 2023年 | 1月23日 | 五臓六腑                                              | 有楽町朝日ホール                         | 玉城裕規 染谷俊之                                     | [ 12 ] [ 13 ]               |
| 2023年 | 6月12日 | 名古屋の宴                                            | NAGOYA ReNY limited                      | 桑野晃輔                                              | [ 14 ]                      |
| 2023年 | 6月18日 | 六我夢中                                              | ヒューリックホール東京                   | 丘山晴己 橋本祥平                                     | [ 14 ]                      |
| 2023年 | 6月18日 | 若俳たちは本能寺にあり                                | ヒューリックホール東京                   | 磯野大 田淵累生 長江崚行 前川優希 宮崎湧              | [ 14 ]                      |
| 2023年 | 9月25日 | 公開収録もあるよ                                      | I'M A SHOW                               | 公開収録ゲスト 磯貝龍乎 イベントゲスト 上田悠介       | [ 15 ] [ 16 ]               |
| 2023年 | 6月12日 | 広島の宴                                              | LIVE VANQUISH                            | 木津つばさ                                            | [ 17 ]                      |
| 2024年 | 1月14日 | 七草喋語                                              | ヒューリックホール東京                   | 北村諒 高本学                                         | [ 18 ] [ 19 ] [ 20 ] [ 21 ] |
| 2024年 | 1月14日 | 若俳軍団の騒乱                                        | ヒューリックホール東京                   | 磯野大 長江崚行 田淵累生 井阪郁巳 宮崎湧              | [ 18 ] [ 19 ] [ 20 ] [ 21 ] |
| 2024年 | 3月9日  | 博多の宴                                              | UNITEDLAB                                | 定本楓馬                                              | [ 22 ]                      |
| 2024年 | 7月27日 | 京都の宴                                              | KBSホール                                | 久保田秀敏 椎名鯛造                                   | [ 23 ] [ 24 ]               |
| 2024年 | 7月28日 | 一か八か 破顔一笑 福生に大集合!! （昼公演）           | 福生市民会館 大ホール （もくせいホール） | 赤澤燈 糸川耀士郎                                     | [ 23 ] [ 24 ]               |
| 2024年 | 7月28日 | 若俳軍団新選組 京都からの刺客 （夜公演）              | 福生市民会館 大ホール （もくせいホール） | 磯野大 木津つばさ 櫻井圭登 田淵累生 宮崎湧            | [ 23 ] [ 24 ]               |
| 2025年 | 6月14日 | 若俳軍団 梅雨前線異常なし！ （昼公演）                | 県民共済みらいホール(横浜)               | 石橋弘毅 磯野大 木津つばさ 田淵累生 宮崎湧 ゆうたろう |                             |
| 2025年 | 6月14日 | 若俳軍団 梅雨前線異常なし！ （夜公演）                | 県民共済みらいホール(横浜)               | 石橋弘毅 磯野大 木津つばさ 田淵累生 宮崎湧 ゆうたろう |                             |
| 2025年 | 8月17日 | ”九夏三伏” どういう意味？ （昼公演）                  | ニッショーホール                         | 井阪郁巳 北園涼                                       |                             |
| 2025年 | 8月17日 | 〜おじ俳たちの関ヶ原〜 （夜公演）                     | ニッショーホール                         | 鯨井康介 磯貝龍乎 髙木俊 高木トモユキ 唐橋充 郷本直也 |                             |
| 2025年 | 8月31日 | 京都の宴2025 （昼公演）                               | KBSホール                                | ゲスト未定                                            |                             |
| 2025年 | 8月31日 | 京都の宴2025 夕 ～新幹線間に合うよねー!?～ （夜公演） | KBSホール                                | ゲスト未定                                            |                             |

## テレビ放送
- 植田圭輔、鳥越裕貴の俳優仲間が2週連続でゲスト出演する[注釈 1]。フリートークやゲストの持ち込み企画を中心に番組が構成されている。番組の視聴者はマウスピースと称する[注釈 2]。
- 第一期は2022年7月11日から12月26日まで、第二期が2023年7月12日（11日深夜）から[4][25]、2024年9月25日まで放送された。
- 2024年10月16日（15日深夜）から『植田鳥越 口は〇〇のもとTV Season3』 が放送されている[6]。

### 放送リスト

#### Season1
| Season1（2022年） | Season1（2022年） | Season1（2022年） | Season1（2022年）                                               |
| 放送回            | 放送日            | ゲスト            | 備考 ゲスト持ち込み企画など 出典：                              |
| ----------------- | ----------------- | ----------------- | --------------------------------------------------------------- |
| #1                | 7月12日           | なし              |                                                                 |
| #2                | 7月18日           | 多和田任益        | [ 1 ]                                                           |
| #3                | 7月25日           | 多和田任益        |                                                                 |
| #4                | 8月1日            | なし              | 大阪ロケ                                                        |
| #5                | 8月8日            | 高崎翔太          | 利き空気対決                                                    |
| #6                | 8月15日           | 高崎翔太          | こいつのこんなんが見たいんだろ選手権                            |
| #7                | 8月22日           | 黒羽麻璃央        |                                                                 |
| #8                | 8月29日           | 黒羽麻璃央        | 教えて！植ちゃん鳥ちゃん先生                                    |
| #9                | 9月5日            | なし              | 特別企画                                                        |
| #10               | 9月12日           | 玉城裕規          |                                                                 |
| #11               | 9月19日           | 玉城裕規          | デコピン割り箸割り対決                                          |
| #12               | 9月26日           | なし              | くちまるトークイベントスペシャル                                |
| #13               | 10月3日           | 北村諒            | 鳥ちゃん先生！アクロバット教えて！                              |
| #14               | 10月10日          | 北村諒            | お絵描きしましょう！似顔絵対決                                  |
| #15               | 10月17日          | 赤澤遼太郎        | 赤澤遼太郎を面白くしろ！対決                                    |
| #16               | 10月24日          | 赤澤遼太郎        | クイズ！赤澤遼太郎 教えて先輩！カッコイイのはどっちだ！？選手権 |
| #17               | 11月7日           | 染谷俊之          | 爆笑させて腹筋つらせて！！                                      |
| #18               | 11月14日          | 染谷俊之          | 言葉の総合格闘技・ディベート対決！                              |
| #19               | 11月21日          | 高本学            | 利きコーラ対決！！                                              |
| #20               | 11月28日          | 高本学            | 腕相撲対決                                                      |
| #21               | 12月5日           | 橋本祥平          | 斬って斬って斬りまくれ！気配斬り対決                            |
| #22               | 12月12日          | 橋本祥平          | 心理テスト                                                      |
| #23               | 12月19日          | 高橋健介          | 独断と偏見のくちまる忘年会                                      |
| #24               | 12月26日          | 高橋健介          | 独断と偏見のくちまる忘年会                                      |

#### Season2
| Season2（2023年 - 2024年） | Season2（2023年 - 2024年） | Season2（2023年 - 2024年） | Season2（2023年 - 2024年） | Season2（2023年 - 2024年）                           |
| 放送年                     | 放送日                     | 放送回                     | ゲスト                     | 備考 ゲスト持ち込み企画など 出典：                   |
| -------------------------- | -------------------------- | -------------------------- | -------------------------- | ---------------------------------------------------- |
| 2023年                     | 7月12日                    | #1                         | なし                       |                                                      |
| 2023年                     | 7月19日                    | #2                         | 北園涼                     | ホワイトボードシーソー対決                           |
| 2023年                     | 7月26日                    | #3                         | 北園涼                     | 贅沢王選手権                                         |
| 2023年                     | 8月2日                     | #4                         | 田中涼星                   | 教えて！エピソードトーク上達講座                     |
| 2023年                     | 8月9日                     | #5                         | 田中涼星                   | 田中涼星の今後を考えてみよう！                       |
| 2023年                     | 8月16日                    | #6                         | 藤田玲                     | スマートな断り方選手権                               |
| 2023年                     | 8月23日                    | #7                         | 藤田玲                     | あるある力No.1は誰だ！                               |
| 2023年                     | 8月30日                    | #8                         | 木津つばさ                 | 全力あっち向いてホイ！                               |
| 2023年                     | 9月6日                     | #9                         | 木津つばさ                 | 攻めて！攻めて！攻めまくれ！ 表面張力対決            |
| 2023年                     | 9月13日                    | #10                        | 長江崚行                   | どんな状況でも耐えろ！ ノーリアクション対決！！      |
| 2023年                     | 9月20日                    | #11                        | 長江崚行                   | 絡まりほどきほどき対決！                             |
| 2023年                     | 9月27日                    | #12                        | 君沢ユウキ                 |                                                      |
| 2023年                     | 10月4日                    | #13                        | 君沢ユウキ                 | 3人で褒め褒めゲーム                                  |
| 2023年                     | 10月11日                   | #14                        | 和田琢磨                   | 被っちゃダメ！ 心を合わせて数字を数えろ！            |
| 2023年                     | 10月18日                   | #15                        | 和田琢磨                   | 食レポ対決                                           |
| 2023年                     | 10月25日                   | #16                        | 松田岳                     | 夢のエチュード                                       |
| 2023年                     | 11月1日                    | #17                        | 松田岳                     | 指相撲対決                                           |
| 2023年                     | 11月8日                    | #18                        | 磯貝龍乎                   | 何でも歌にできるコーナー                             |
| 2023年                     | 11月15日                   | #19                        | 磯貝龍乎                   | ダンスで状況表現しよう                               |
| 2023年                     | 11月22日                   | #20                        | 宮崎湧                     | フリースタイルラップ                                 |
| 2023年                     | 11月29日                   | #21                        | 宮崎湧                     | who's NO.1 ドM                                       |
| 2023年                     | 12月6日                    | #22                        | 溝口琢矢                   | かき氷早食い対決                                     |
| 2023年                     | 12月13日                   | #23                        | 溝口琢矢                   | 魚捌きの楽しさを教えたい                             |
| 2023年                     | 12月20日                   | #24                        | なし                       | 年末スペシャル 二人きりの忘年会                      |
| 2024年                     | 1月10日                    | #25                        | 新木宏典                   |                                                      |
| 2024年                     | 1月17日                    | #26                        | 新木宏典                   | バランス王はオレだ！ ピンポン玉リフティング          |
| 2024年                     | 1月24日                    | #27                        | なし                       | 広島ロケ                                             |
| 2024年                     | 1月31日                    | #28                        | なし                       | 広島ロケ                                             |
| 2024年                     | 2月7日                     | #29                        | 赤澤燈                     | 股下測定対決                                         |
| 2024年                     | 2月14日                    | #30                        | 赤澤燈                     | まばたき我慢選手権                                   |
| 2024年                     | 2月21日                    | #31                        | 輝馬                       | 利きうまい棒対決                                     |
| 2024年                     | 2月28日                    | #32                        | 輝馬                       | みんなで答えを揃えよう！ 〇〇と言えばゲーム          |
| 2024年                     | 3月6日                     | #33                        | 菊池修司                   | 植田VS鳥越・ツッコミ対決                             |
| 2024年                     | 3月13日                    | #34                        | 菊池修司                   | 1番ジャンプ力があるのは俺だ！ 立ち幅とび対決         |
| 2024年                     | 3月20日                    | #35                        | 廣野凌大                   | ツイてないのは誰!?ロシアンシュー                     |
| 2024年                     | 3月27日                    | #36                        | 廣野凌大                   | NGワードを引き出せ！ インディアンポーカー            |
| 2024年                     | 4月3日                     | #37                        | 唐橋充                     | これは一体何のシミ？ スメル推理対決                  |
| 2024年                     | 4月10日                    | #38                        | 唐橋充                     | 教えて植田&鳥越先生！〆コメ講座                      |
| 2024年                     | 4月17日                    | #39                        | 松島勇之介                 | 2.5次元界のツッコミ王は俺だ！ 3人だけのT-1グランプリ |
| 2024年                     | 4月24日                    | #40                        | 松島勇之介                 | 3年B組金八先生！ なりきり王決定戦                    |
| 2024年                     | 5月1日                     | #41                        | 糸川耀士郎                 | 地元を愛してるのは誰？クイズ西日本                   |
| 2024年                     | 5月8日                     | #42                        | 糸川耀士郎                 | 答えられて当たり前！常識テスト                       |
| 2024年                     | 5月15日                    | #43                        | 安西慎太郎                 | 安西の絵心を理解しろ！お絵描きゲーム                 |
| 2024年                     | 5月22日                    | #44                        | 安西慎太郎                 | くちまるワンカットアカデミー賞                       |
| 2024年                     | 6月5日                     | #45                        | 古谷大和                   | 振り向き別人対決                                     |
| 2024年                     | 6月12日                    | #46                        | 古谷大和                   | 即興！お題説明バトル                                 |
| 2024年                     | 6月12日                    | #47                        | 鯨井康介                   | 利き缶コーヒー対決                                   |
| 2024年                     | 6月19日                    | #48                        | 鯨井康介                   | 勝負強いのは誰？くちまる危機一発                     |
| 2024年                     | 6月26日                    | #49                        | 磯野大                     | 打倒！鳥ちゃん 段ボールじゃんけんリベンジマッチ      |
| 2024年                     | 7月3日                     | #50                        | 磯野大                     | 演技力で勝負！くちまる役者魂対決                     |
| 2024年                     | 7月10日                    | #51                        | 中屋敷法仁                 | くちまる公開オーディション                           |
| 2024年                     | 7月17日                    | #52                        | 吉谷晃太朗                 | 地元のことなら負けへんで！ クイズ大阪                |
| 2024年                     | 7月24日                    | #53                        | 松田凌                     | ワンシーン芝居一発対決                               |
| 2024年                     | 7月31日                    | #54                        | 松田凌                     | それっぽい名言対決                                   |
| 2024年                     | 8月7日                     | #55                        | 立石俊樹                   | 普通の顔できるか対決                                 |
| 2024年                     | 8月14日                    | #56                        | 立石俊樹                   | 立石を向上させろ！くちまる記者会見                   |
| 2024年                     | 8月21日                    | #57                        | 前川優希                   | 長座体前屈対決                                       |
| 2024年                     | 8月28日                    | #58                        | 前川優希                   | 教えて植ちゃん・鳥ちゃん！ ツッコミ能力検定          |
| 2024年                     | 9月4日                     | #59                        | 高橋健介                   | 一射入魂！アーチェリー対決 ※番組初2度目の出演ゲスト  |
| 2024年                     | 9月11日                    | #60                        | 高橋健介                   | 植ちゃん&鳥ちゃんのここが凄い！ くちまる名場面SP     |
| 2024年                     | 9月18日                    | #61                        | なし                       | 祝・植田圭輔35歳！                                   |
| 2024年                     | 9月25日                    | #62                        | なし                       | シーズン2総集編SP                                    |

#### Season3
| Season3（2024年 - ） | Season3（2024年 - ） | Season3（2024年 - ） | Season3（2024年 - ）                    |
| 放送日               | 放送回               | ゲスト               | 備考 ゲスト持ち込み企画など 出典：      |
| -------------------- | -------------------- | -------------------- | --------------------------------------- |
| 10月16日             | #1                   | なし                 | 改めてお互いを知ろう！コンビ愛大作戦    |
| 10月23日             | #2                   | 椎名鯛造             | 役者魂企画！ぐるぐる回転椅子            |
| 10月30日             | #3                   | 椎名鯛造             | 役者魂企画！ビリビリエチュード          |
| 11月6日              | #4                   | 大平峻也             | 気配斬り人狼ゲーム                      |
| 11月13日             | #5                   | 大平峻也             | 身体で表現しろ！ 歌詞ジェスチャーゲーム |